# František Alexandr Heber
František Alexandr Heber, nebo německy Franz Alexander Heber (19. července 1815 Třebekov – 29. července 1849 Náchod), byl pražský kupec a amatérský historik, autor sedmisvazkového díla Böhmens Burgen, Vesten und Bergschlösser, ve kterém jako první systematicky popsal a zdokumentoval české hrady a tvrze.

## Život

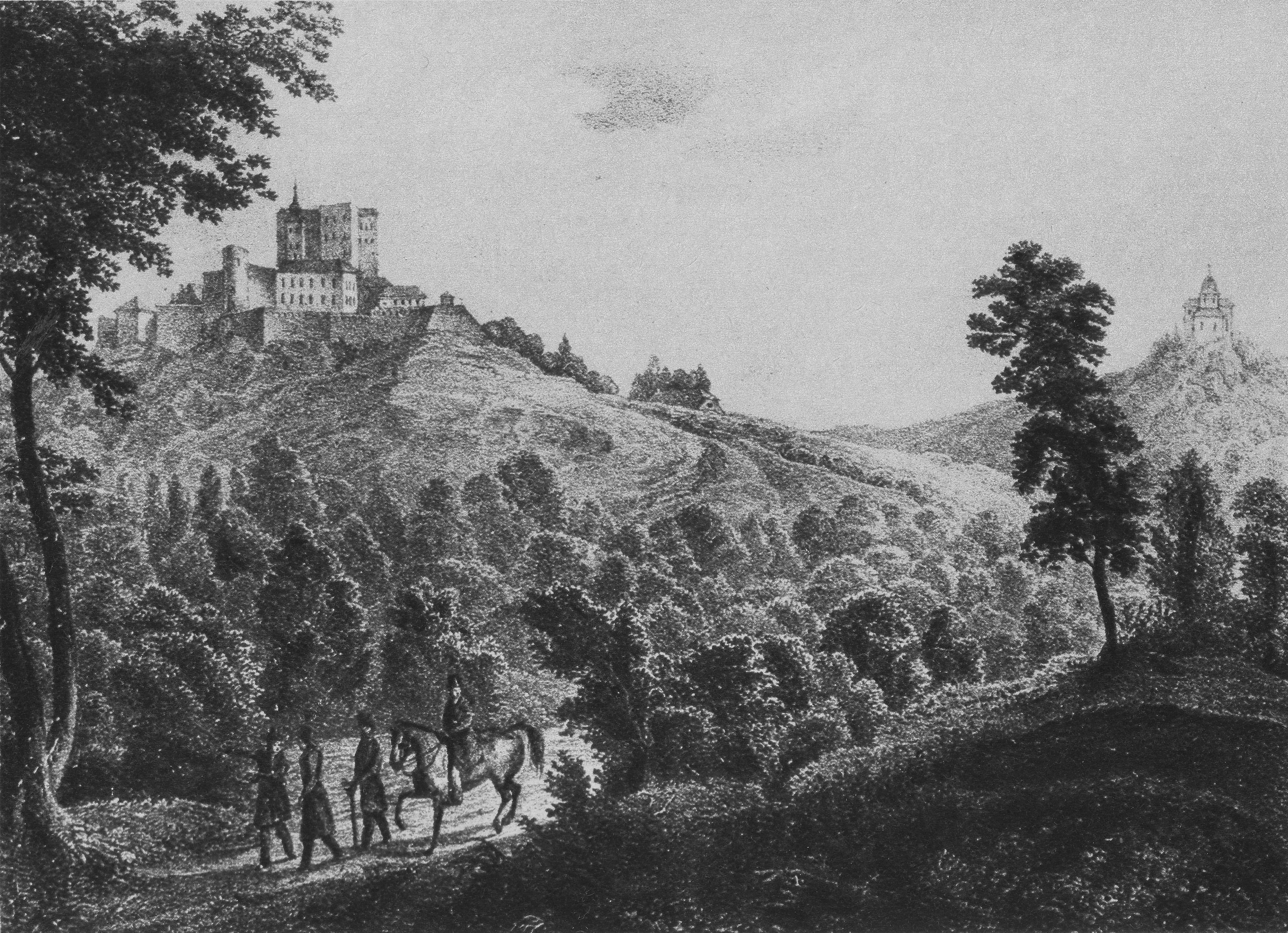
Buchlov, Heberova rytina z roku 1848

F. A. Heber se narodil 19. července 1815 v Třebekovské hájovně jako jediný syn německého hajného Jana Hebera. Ten však v roce 1823 zemřel a vdova se s dvěma dcerami a Františkem Alexanderem přestěhovala do Mýta. Po ukončení obecné školy Heber navštěvoval hlavní školu v Plzni, ale finanční situace ho donutila školu opustit. V letech 1836–7 se v Praze učil obchodu u vdovy Seifertové a následujícího roku se vrátil na Rokycansko do Zbiroha, kde vedl druhý obchod vdovy Seifertové. V roce 1839 se oženil s její dcerou. Při explozi střelného prachu o Božím těle roku 1841 si zmrzačil levou ruku a obchod předal manželce. Odstěhoval se do Prahy a začal pracovat na svém životním díle. Věnoval mu však přílišné úsilí, což mu podlomilo jeho nevalné zdraví. Po zápalu plic se opět ze všech sil vrhl do práce, možná ještě intenzivněji poháněn strachem ze smrti a obavami, že dílo nedokončí. V červnu 1849 došel do Náchoda, aby zde popsal hrad. Trápil se předtuchou tragédie a opravdu v hostinci, kde pobýval, dostal chrlení krve a 29. července ve věku 34 let zemřel. V Náchodě je též pochován.

## Hrady, zámky, tvrze
Heber již od mládí putoval pěšky po českých hradech, dělal si poznámky a hrady kreslil. Postupně dospěl k myšlence navštívit veškeré hrady v Čechách a poznatky sepsat do velkého díla. Litoval, že dosud vydané publikace se věnovaly jen naprostému zlomku panských sídel. Sám uvažoval o 800 hradech a tvrzích, z čehož byla část již téměř zaniklá. První práce zveřejnil v časopise Erinnerungen vydavatele Karla Viléma Medau. V letech 1840–1842 cestoval po českých hradech, studoval archiválie, zapisoval pověsti. Hrady rozdělil do šesti svazků bez systematického členění s tím, že je bude vydávat podle toho, jak se mu podaří materiál zpracovat. Po shromáždění dostatečného materiálu se pokoušel vydat první svazek. Uspěl v roce 1843 u zmíněného vydavatele K. V. Medaua, ale musel se smířit s vydáním bez honoráře. První svazek vyšel nakonec ve dvou vydáních ve dvoutisícovém nákladu. Medau se pro příznivý čtenářský ohlas rozhodl ve vydávání pokračovat. V následujících letech tak vzniklo sedmisvazkové dílo České hrady, zámky a tvrze (Böhmens Burgen, Vesten und Bergschlösser) a kniha Moravské hrady a jejich pověsti (Mährens Burgen und ihre Sagen). Následovat měly ještě další tři svazky Českých hradů. Samostatně vyšly jeho texty o hradech Bezděz a Hrubá Skála.

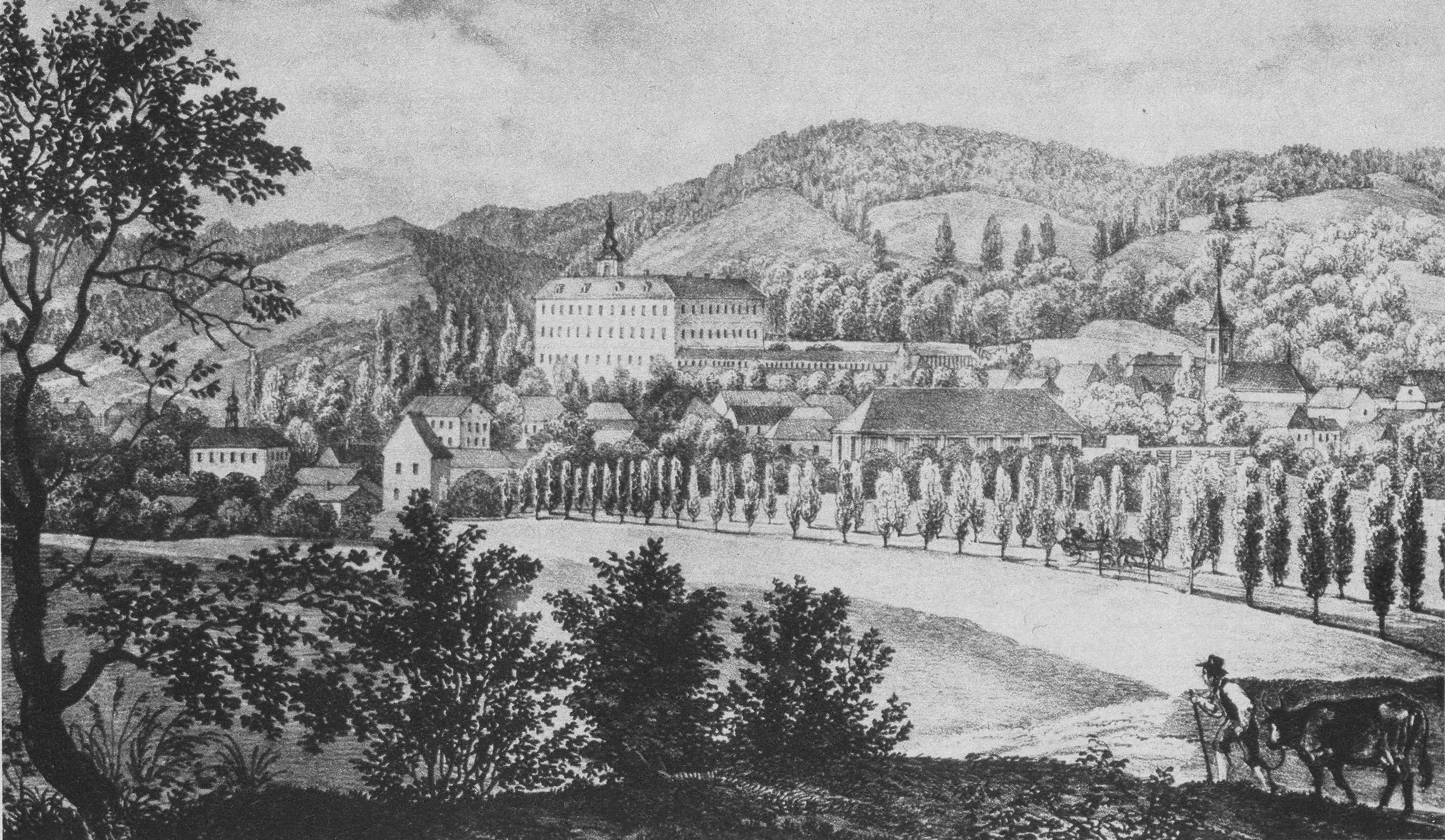
Lysice, rytina z roku 1848

První tři svazky byly romantistické, Heber v nich popisoval jednotlivé hrady a jen krátce zmínil historii, často čerpal z jiných zdrojů, které neuváděl. Úroveň dalších svazků rapidně vzrostla a lze je považovat za důkladné historické dílo. Jelikož F. A. Heber neměl odpovídající vzdělání, doháněl vše výjimečnou pílí a vytrvalým studiem. Aby mohl čerpat z bibliografických pramenů, naučil se latinu a češtinu a rozšířil prameny o B. Balbína, kroniku V. Hájka z Libočan, J. Schallera, J. G. Sommera, Pelclovu kroniku a o mnoho historických časopisů, čerpal též ze zemských desk, konfirmačních (záznamy o obsazování uprázdněných církevních beneficií) a erekčních knih (soupisy církevních nadání), rukopisů pražské univerzitní knihovny.
Všechny hrady, zámky a tvrze zpracovával do jednotného formátu, který začínal básnickým úryvkem, pokračoval podmanivým popisem okolí, úvahou o původu jména hradu, jeho vlastním popisem, historií majitelů hradu, pověstmi a končil datem navštívení hradu a prameny. Za svého života popsal 586 hradů a tvrzí, které osobně navštívil, a nakreslil předlohy pro velkou část z 358 velmi ceněných doprovodných rytin. V pozůstalosti se dochovaly další nepublikované kresby Heberovy i dalších autorů. Smrt, která jej zastihla v Náchodě, přerušila práci na 7. sešitě 7. svazku. Až po delším čase vyšlo dokončení v podobě několika rytin bez textu.
Kromě samotné knihy připravil F. A. Heber šest map, kde vyznačil jednotlivá sídla a rozlišil hrady, tvrze, částečné zříceniny, úplné zříceniny a již téměř neznatelná místa panských sídel.

## Po smrti

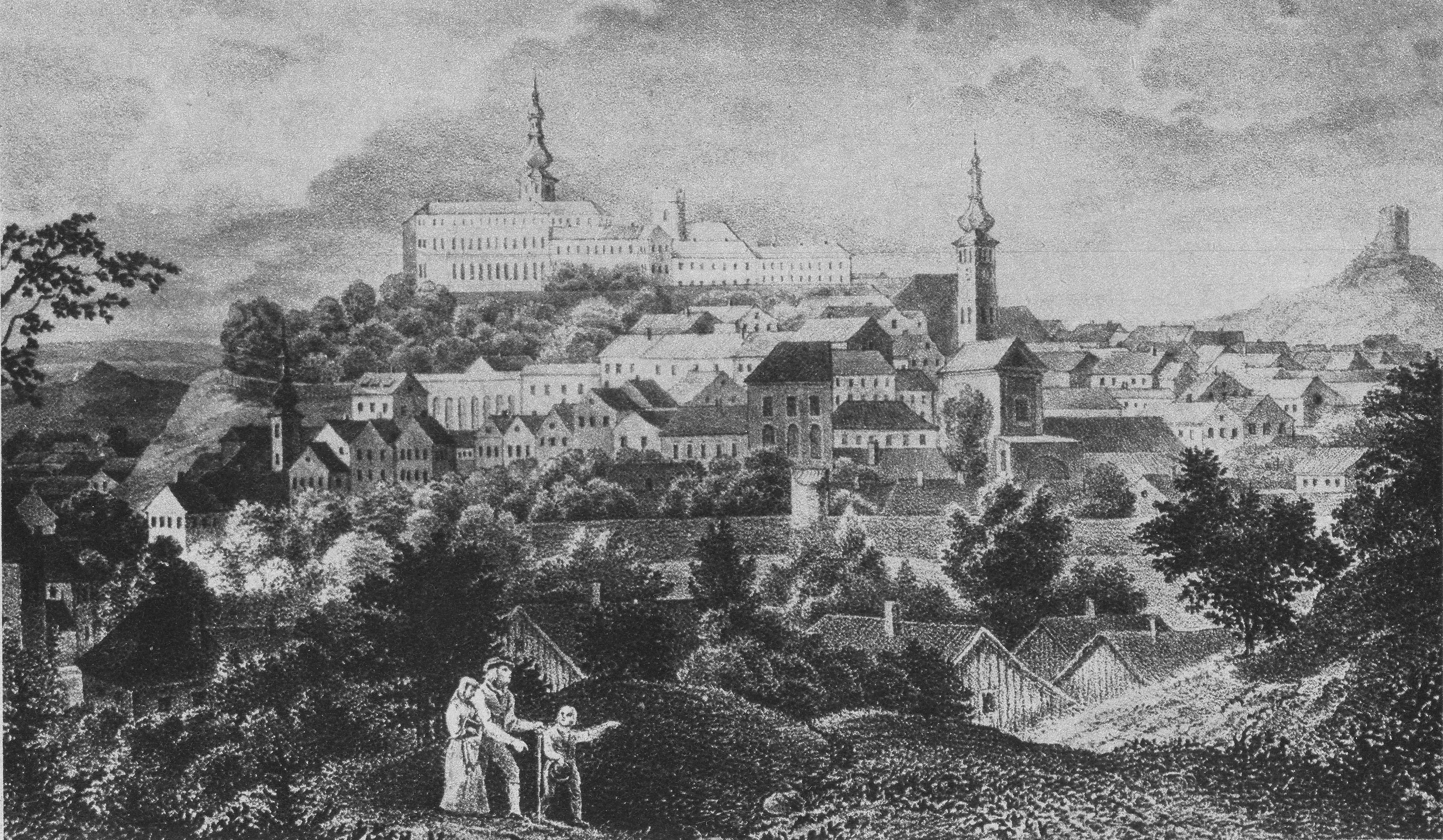
Mikulov s tamějším zámkem (Heberova rytina, 1848)

Heberovo dílo nebylo dokončeno a jeho spisy se rozptýlily mezi příbuzenstvem. Přesto se stalo vzorem pro další badatele a významně ovlivnilo slavného znalce hradů a tvrzí Augusta Sedláčka. Dílo, které řadí F. A. Hebera k zakladatelům české kastelologie a historické topografie, bylo později odsunuto do pozadí a zůstávalo dlouho nedoceněno. Důvodů bylo hned několik: Heber nebyl především profesionálním historikem, který by byl pro tuto práci školen, ale amatérem se základním vzděláním, kterého silný zájem o české hrady, zámky a tvrze přivedl k získání jazykových a paleografických znalostí, aby mohl studovat historické prameny v archivech. Hlavním důvodem byl především německý jazyk, kterým své dílo napsal. Byť použil němčinu v době, kdy se odborné texty psaly německy, uzavřela mu ke konci 19. století, kdy začalo vycházet rozsáhlé dílo A. Sedláčka, české prostředí. Ani sudetští Němci neměli o Heberovo dílo výrazný zájem, byl pro tamější nacionalistické prostředí naopak málo vlastenecký. K zapomenutí přispěl i Heberův krátký život.
Dílo F. A. Hebera zaznamenává teprve zájem v posledních letech a to v souvislosti s rozvojem českého kastelologického bádání. Studium díla a života Hebera je svázáno především s Klubem Augusta Sedláčka a Muzeem a galerií severního Plzeňska v Mariánské Týnici. Od roku 2002 vychází pětidílný český překlad Ireny Bukačové a dalších překladatelů a spolupracovníků v pražském vydavatelství Argo, ukončený po delší prodlevě v roce 2023 dílem Východní Čechy.

## Citát
| „             | Zpustlé staré hrady, tito svědkové dávnověku a všeničících změn, jimiž nejen německá říše, ale i naše milovaná otčina byla poseta, mizí stále více před našima očima – tyto nejkrásnější z mocných památníků českého rytířství a gotického vkusu leží pohřbeny v sutinách. Není žádné jejich vyobrazení a nemůžeme si o mnohých učinit představu. Všepožírající zub času zničil poslední stopy jejich existence a noví badatelé nebudou moci najít ani stopu po jejich bytí. | “ |
| — F. A. Heber | |   |

## Dílo
- Böhmens Burgen, Vesten und Bergschlösser (České hrady, zámky a tvrze, 7. svazků, Praha, 1844–1849). Dostupné online.
- Mährens Burgen und ihre Sagen (Moravské hrady a jejich pověsti, Praha, 1848). Dostupné online.
- Die Burg Groß-Skal in Böhmen (Praha, cca 1844). Dostupné online.
- Geschichte der Burg Bösig vom 8. Jahrhundert bis auf unsere Zeit (Česká Lípa, 1893). Dostupné online.
- Dějiny hradu Bezděze od 8. století až na naši dobu (Česká Lípa, 1893). Dostupné online.
- Cikánčina smrt aneb o synech zábřežského Tobiáše Bartha (volně zpracoval Bedřich Slavík, 1941)

Od roku 2002 vydává nakladatelství Argo v pěti svazcích český překlad původně sedmisvazkového díla Böhmens Burgen, Vesten und Bergschlösser pod názvem České hrady, zámky a tvrze. Do roku 2012 vyšly čtyři svazky (Západní, Severní, Jižní a Střední Čechy). V roce 2023 vyšel závěrečný svazek Východní Čechy.

#### Ohlasy
- Hrady, zámky a tvrze na vrších. Výstava k 200. výročí narození Františka Alexandra Hebera. Rychnov nad Kněžnou, 2.9.–1.11.2015. Informace Archivováno 25. 9. 2015 na Wayback Machine. na webu NPÚ. Pořádá Muzeum a galerie Orlických hor v Rychnově nad Kněžnou ve spolupráci se zámkem v Rychnově nad Kněžnou, Historickým ústavem Akademie věd v Praze, Oddělením starších českých dějin Národního muzea v Praze, Muzeem hlavního města Prahy a Oblastním muzeem v Litoměřicích.